# 马瓦西
马瓦西 （阿拉伯语：‎）是加沙地带境內的一个农业区，宽约一公里，长约十四公里。當地被称为加沙地带的粮仓。 在2005年以色列撤离加沙之前，當地是一個以色列定居点。根据巴勒斯坦中央統計局的数据，2006年马瓦西的人口为 1,409人。 